# الانتخابات الرئاسية السورية 1953
الانتخابات الرئاسية في سورية والتي تمت في 10 تموز 1953 وكانت استفتاءً بالموافقة أو الرفض على تبوأ أديب الشيشكلي منصب رئيس الجمهورية. الدستور السوري ينصّ على انتخاب رئيس الجمهورية في البرلمان غير أن الشيشكلي أجرى انقلابًا عسكريًا ثم وضع دستورًا جديدًا يعتبر أول دستور نصّ على كون النظام جمهوري رئاسي، واضطر للتنازل عن السلطة عام 1954.

## النتائج
| الاختيار    | الأصوات | %    |
| ----------- | ------- | ---- |
| موافق       | 861,910 | 99.7 |
| غير موافق   | 2,515   | 0.3  |
| أصوات باطلة | 560     | -    |
| المجموع     | 864,425 | 100  |